# Dormi, Jesu

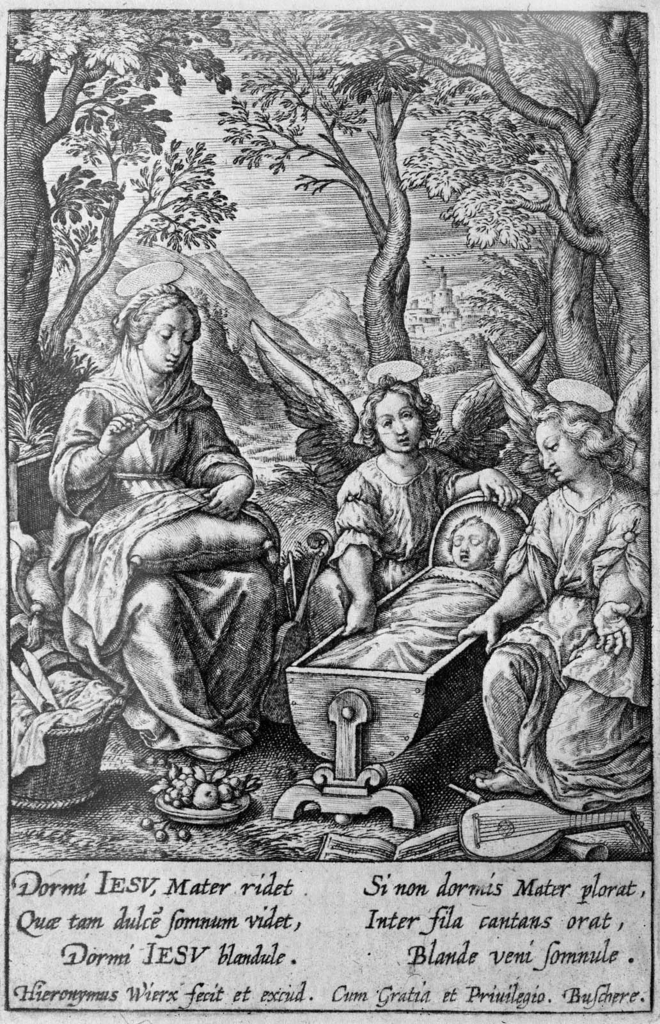
Stich von Hieronymus Wierix (1553–1619)

Dormi, Jesu („Schlafe, Jesu“) oder The Virgin’s Cradle Hymn („Der Jungfrau Wiegenlied“/„Das Wiegenlied der Jungfrau“) ist ein kurzes Wiegenlied, das als Weihnachtslied (Carol) im englischen Sprachraum gesungen wird.

## Geschichte
Der lateinische Text wurde von dem englischen Dichter Samuel Taylor Coleridge während einer Deutschlandreise aufgeschrieben und 1817 in seiner Sammlung Sibylline Leaves (Sibyllinische Blätter) mit einer eigenen englischen Übersetzung veröffentlicht.
Einer Tagebucheintragung Coleridges zufolge fand er den Text im Mai 1799 „at the bottom of a little Print in a Roman Catholic Village in the electorate of Mentz“. Welches Dorf gemeint ist, ist unklar, der Tagebuchzusammenhang deutet jedoch auf Womarshausen oder Gieboldhausen, also Wollbrandshausen oder Gieboldehausen im katholisch geprägten Eichsfeld, das damals zu Kurmainz („electorate of Mentz“) gehörte. Das Andachtsblatt, das ihm dort zu Gesicht kam, stammte aus einer Sammlung des Flamen Hieronymus Wierix (1553–1619).
Der Text wurde vielfach vertont.

## Vertonung
Eine bekannte Vertonung stammt von Edmund Rubbra (1901–1986), eine andere Fassung von John Rutter.

## Text
| Lateinisches Original | Englische Übersetzung von Coleridge |
| --- | --- |
| Dormi, Jesu! Mater ridet, Quae tam dulcem somnum videt, Dormi, Jesu! blandule! Si non dormis, Mater plorat, Inter fila cantans orat Blande, veni, somnule. | Sleep, sweet babe! my cares beguiling: Mother sits beside thee smiling; Sleep, my darling, tenderly! If thou sleep not, mother mourneth, Singing as her wheel she turneth: Come, soft slumber, balmily! |

## Alternativtitel
The virgin’s cradle hymn; Dormi, Jesu! – Sleep, sweet babe!; The Virgin’s Cradle Hymn